# Орден Дружбы
О́рден Дру́жбы — государственная награда Российской Федерации. Учреждён указом президента Российской Федерации от 2 марта 1994 года № 442.

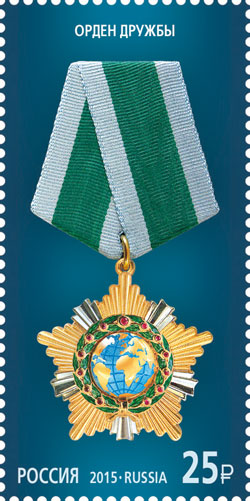
Орден Дружбы на почтовой марке России 2015 года из серии «Государственные награды Российской Федерации».

Предшественником ордена во времена СССР был орден Дружбы народов, учреждённый в 1972 году.
Автор эскиза ордена — художник Александр Борисович Жук, он же автор эскиза и советского ордена. Впоследствии был награждён орденом Дружбы.

## Статутордена
19 ноября 2021 года в статут ордена Дружбы внесены очередные изменения и он действует в новой редакции.
1. Орденом Дружбы награждаются граждане Российской Федерации, а также граждане иностранных государств:
за особые заслуги в укреплении мира, дружбы, сотрудничества и взаимопонимания между народами;
за плодотворную деятельность по сближению и взаимообогащению культур наций и народностей;
за активную деятельность по сохранению, приумножению и популяризации культурного и исторического наследия России;
за трудовые успехи в промышленности, сельском хозяйстве и других отраслях экономики;
за плодотворную деятельность по развитию науки, образования, здравоохранения и культуры;
за особые заслуги в укреплении законности и правопорядка, защите прав и свобод граждан;
за большой вклад в реализацию совместных с Российской Федерацией крупных экономических проектов и привлечение инвестиционных средств в экономику Российской Федерации, развитие двустороннего и многостороннего сотрудничества, стратегического партнерства и союзничества с Российской Федерацией в политической, военной, социально-экономической, научно-технической, экологической, демографической, информационной, гуманитарной и других областях, продвижение интеграционных процессов;
за широкую благотворительную деятельность и иные заслуги перед Российской Федерацией.
2. Награждение орденом Дружбы, как правило, производится при условии наличия у гражданина Российской Федерации, представленного к ордену, иной государственной награды Российской Федерации.
3. Знак ордена Дружбы носится на левой стороне груди и при наличии других орденов Российской Федерации располагается после знака ордена Почёта.
4. Для особых случаев и возможного повседневного ношения предусматривается ношение миниатюрной копии знака ордена Дружбы, которая располагается после миниатюрной копии знака ордена Почёта.
5. При ношении на форменной одежде ленты ордена Дружбы на планке она располагается после ленты ордена Почёта.
6. На гражданской одежде носится лента ордена Дружбы в виде розетки, которая располагается на левой стороне груди.

### Старые редакции статута
С 12 апреля 2012 года по 19 ноября 2021 года пункт 1 статута действовал в следующей редакции:

1. Орденом Дружбы награждаются граждане Российской Федерации, а также граждане иностранных государств:
за особые заслуги в укреплении мира, дружбы, сотрудничества и взаимопонимания между народами;
за плодотворную деятельность по сближению и взаимообогащению культур наций и народностей;
за активную деятельность по сохранению, приумножению и популяризации культурного и исторического наследия России;
за трудовые успехи в промышленности, сельском хозяйстве и других отраслях экономики;
за плодотворную деятельность по развитию науки, образования, здравоохранения и культуры;
за большой вклад в реализацию совместных с Российской Федерацией крупных экономических проектов и привлечение инвестиционных средств в экономику Российской Федерации;
за широкую благотворительную деятельность.

С 16 марта по 12 апреля 2012 года существовал следующий статут ордена:

1. Орденом Дружбы награждаются граждане иностранных государств:
за особые заслуги в укреплении мира, дружбы, сотрудничества и взаимопонимания между народами;
за плодотворную деятельность по сближению и взаимообогащению культур наций и народностей;
за активную деятельность по сохранению, приумножению и популяризации культурного и исторического наследия России;
за большой вклад в реализацию совместных с Российской Федерацией крупных экономических проектов и привлечение инвестиционных средств в экономику Российской Федерации;
за широкую благотворительную деятельность.
2. Знак ордена Дружбы носится на левой стороне груди.
3. Для особых случаев и возможного повседневного ношения предусматривается ношение миниатюрной копии знака ордена Дружбы или ленты ордена Дружбы в виде розетки, которые располагаются на левой стороне груди.

С 16 декабря 2011 года по 16 марта 2012 года действовал следующий статут:

1. Орденом Дружбы награждаются граждане иностранных государств, а также граждане Российской Федерации:
за особые заслуги в укреплении мира, дружбы, сотрудничества и взаимопонимания между народами;
за плодотворную деятельность по сближению и взаимообогащению культур наций и народностей;
за активную деятельность по сохранению, приумножению и популяризации культурного и исторического наследия России;
за большой вклад в реализацию совместных с Российской Федерацией крупных экономических проектов и привлечение иностранных средств в экономику Российской Федерации;
за содействие в становлении институтов гражданского общества и развитие демократических ценностей;
за широкую благотворительную деятельность.
2. Знак ордена Дружбы носится на левой стороне груди и при наличии других орденов Российской Федерации располагается после знака ордена Александра Невского.

До 16 декабря 2011 орденом награждали в соответствии со следующими правилами:

Орденом Дружбы награждаются граждане за большой вклад в укрепление дружбы и сотрудничества наций и народностей, высокие достижения в развитии экономического и научного потенциала России, за особо плодотворную деятельность по сближению и взаимообогащению культур наций и народностей, укреплению мира и дружественных отношений между государствами.
Орден Дружбы носится на левой стороне груди и при наличии других орденов Российской Федерации располагается после ордена Почета.

Таким образом, в 2011 году статус ордена резко вырос: из предпоследнего (а до 2009 — последнего) по старшинству среди российских орденов он стал пятым. С 16 марта 2012 года, в связи с изменением статута, выведен из иерархии наград России. С 12 апреля 2012 года вновь стал вручаться и гражданам России, заняв место после ордена Почёта.

## Описание ордена

Знак ордена Дружбы с удостоверением

Знак ордена Дружбы из серебра с эмалью и позолотой. Он представляет собой пятилучевую звезду с лучами в виде штралов. В центре звезды — накладное изображение земного шара, отдельные детали которого покрыты цветной эмалью. Изображение земного шара обрамлено венком из лавровых ветвей, покрытых зелёной эмалью. Венок украшен рубинами (до 16 декабря 2011 года на венке вместо рубинов помещались красные точки). На оборотной стороне ордена — рельефная надпись: «МИР И ДРУЖБА» и номер знака ордена. Расстояние между противолежащими концами звезды — 44 мм.
Знак ордена при помощи ушка и кольца соединяется с пятиугольной колодкой, обтянутой шёлковой муаровой лентой зелёного цвета с голубыми полосками вдоль краёв. Ширина ленты — 24 мм, ширина голубых полосок — 6 мм.
Миниатюрная копия знака ордена Дружбы носится на колодке. Расстояние между концами креста — 15,4 мм, высота колодки от вершины нижнего угла до середины верхней стороны — 19,2 мм, длина верхней стороны — 10 мм, длина каждой из боковых сторон — 16 мм, длина каждой из сторон, образующих нижний угол, — 10 мм.
При ношении на форменной одежде ленты ордена Дружбы используется планка высотой 8 мм, ширина ленты — 24 мм.
На ленте ордена Дружбы в виде розетки крепится миниатюрное изображение знака ордена из металла с эмалью. Расстояние между концами звезды — 13 мм. Диаметр розетки — 15 мм.

## Награждённые
Основная категория: Кавалеры ордена Дружбы
Первым награждённым был Глава администрации Самарской области Константин Титов (Указ президента РФ № 2050 от 01.11.1994).

### Двойные награждения
- Багров, Леонид Васильевич, министр речного флота РСФСР (30.12.1995[3], 09.07.2002[4]).
- Баталова, Рима Акбердиновна, паралимпийская легкоатлетка, 10 августа 2006 года — за большой вклад в развитие физической культуры и спорта, высокие спортивные достижения на XII Паралимпийских играх в Афинах[5], 23 августа 2010 года — за заслуги в развитии физической культуры и спорта и многолетнюю добросовестную работу[6]
- Кокошин, Андрей Афанасьевич, политолог;